# Future!
『Future!』（フューチャー）は、筋肉少女帯の18枚目のアルバム。2017年10月25日に徳間ジャパンコミュニケーションズから発売された。

## 概要
1997年発売の『最後の聖戦』以来約20年ぶりの“完全オリジナル・フル・アルバム”。
筋少トレーディングカード全10種のうち1枚が封入。

## 収録曲

### CD
1. オーケントレイン
  - 作詞：大槻ケンヂ / 作曲：本城聡章
2. ディオネア・フューチャー
  - 作詞：大槻ケンヂ / 作曲：本城聡章
3. 人から箱男
  - 作詞：大槻ケンヂ / 作曲：本城聡章
  - 筋少×カラオケＤＡＭコラボ曲
4. サイコキラーズ・ラブ
  - 作詞：大槻ケンヂ / 作曲：本城聡章
5. ハニートラップの恋
  - 作詞：大槻ケンヂ / 作曲：内田雄一郎
6. 3歳の花嫁
  - 作詞：大槻ケンヂ / 作曲：本城聡章
7. エニグマ
  - 作詞：大槻ケンヂ / 作曲：内田雄一郎
8. 告白
  - 作詞：大槻ケンヂ / 作曲：内田雄一郎
9. 奇術師
  - 作曲：橘高文彦
  - インストゥルメンタル曲。
10. わけあり物件
  - 作詞：大槻ケンヂ / 作曲：橘高文彦
11. T 2（タチムカウver.2）
  - 作詞：大槻ケンヂ / 作曲：橘高文彦

### DVD・Blu-ray（初回限定盤のみ）
『「猫のテブクロ」完全再現＋11』より、2017年3月20日の赤坂BLITZ公演を収録。
1. 星と黒ネコ
2. これでいいのだ
3. 日本印度化計画
4. 星の夜のボート
5. Picinc at fire mountain〜Dream On James、You're Winning〜
6. Go!Go!Go!Hiking Bus〜Casino Royale〜〜The Longest Day〜
7. 最期の遠足
8. 月とテブクロ